# Ꝓ

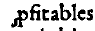
слово profitables, написанное с буквой ꝓ в качестве сокращения pro

Ꝓ, ꝓ (P с расцветом) — буква расширенной латиницы. В Средневековье использовалась как сокращение трёхбуквенных последовательностей pro или por.